# Juan Esteban Montero Rodríguez

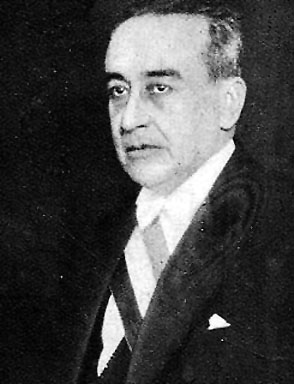
Juan Esteban Montero Rodríguez

Juan Esteban Montero Rodríguez (* 12. Februar 1879; † 25. Februar 1948 in Santiago de Chile) war ein chilenischer Politiker. Er amtierte 1931 und 1932 als Präsident seines Landes.

## Leben
Montero wurde als Sohn einer wohlhabenden konservativen Familie geboren und besuchte das Jesuiten-Kolleg in Santiago. Er studierte bis 1901 Rechtswissenschaft an der Universidad de Chile und unterrichtete dort im Anschluss an sein eigenes Studium. Montero heiratete Graciela Fehrman, mit der er vier Kinder hatte.
Früh trat er der Radikalen Partei bei, zu deren militantem Flügel er zählte; 1920 musste er sich von einem Kriegsgericht gegen den Vorwurf der Verschwörung verteidigen. Präsident Arturo Alessandri berief den Juristen in die Kommission, die eine Verfassungsreform für Chile ausarbeiten sollte. Die neue Verfassung, die so entstand, wurde 1925 per Volksentscheid beschlossen.
1931 stürzte das Land infolge der Weltwirtschaftskrise in ein politisches Chaos; Präsident Carlos Ibáñez del Campo berief ein Kabinett der „nationalen Rettung“, dem Montero als Innenminister angehörte. Am 26. Juli 1931 musste Ibáñez zurücktreten; er berief Pedro Opazo, den Senatspräsidenten, zum Vize-Präsidenten, der rasch ein Kabinett unter der Führung von Montero zusammenstellte und am folgenden Tag zurücktrat.
Als ungewählter amtierender Präsident sah sich Montero konfrontiert mit enormen Erwartungen der Bürger, die eine rasche Rückkehr zur verfassungsmäßigen Normalität erwarteten. Daneben galt es, die Folgen der Weltwirtschaftskrise zu meistern, die Chile mit großer Wucht getroffen hatte.
In den folgenden Debatten über die Legitimität seiner Regierung galt Juan Montero einerseits als persönlich integre Figur, andererseits regierte er ohne demokratisches Mandat, obwohl er die Rückkehr zur Demokratie versprochen hatte. Am 19. August 1931 erklärte er daher gegenüber dem Kongress seinen Rücktritt, den dieser jedoch – als Ausdruck eines Vertrauensvotums – nicht annahm. Montero wollte nicht für die anstehende Präsidentschaftswahl kandidieren, während er quasi-diktatorisch regierte: So übertrug er das Amt des Vize-Präsidenten kurzerhand an seinen Innenminister Manuel Trucco.
Aus den Präsidentenwahlen am 4. Oktober 1931 ging Juan Esteban Montero mit mehr als 60 % der Stimmen als klarer Sieger hervor. Am 15. November übernahm er als Vize-Präsident wieder die Amtsgeschäfte und am 4. Dezember wurde er als gewählter Präsident vor dem Kongress vereidigt.
Montero setzte in der Sozialpolitik angesichts leerer Kassen zunächst vor allem auf private Wohlfahrtshilfe, auf freiwillige Unterstützung durch die Bürger und auf den Lohnverzicht der Staatsbediensteten. Trotz bemerkenswerter Anstrengungen und großer Opferbereitschaft weiter Kreise der chilenischen Bevölkerung blieb die Lage bedenklich: So erklärte Sozialminister Wilson, dass etwa 130.000 Menschen in Chile unter elenden Umständen leben müssten, ohne dass der Staat ihnen angemessen helfen könne.
Im April 1932 musste die Regierung eine Kommission zur Devisenkontrolle einrichten, um den steten Abfluss der Goldreserven der Zentralbank zu verhindern und die Inflation in den Griff zu bekommen. Seit Mitte Dezember 1931 führte die desolate Wirtschaftssituation zu erneuter politischer Instabilität; in Vallenar und Copiapó kreisten Gerüchte um eine kommunistisch gelenkte Revolte, die prompt am Weihnachtstag mit dem Überfall kommunistischer Aufständischer gegen eine Kaserne der Carabineros de Chile losbrach. Die Staatsmacht reagierte mit großer Härte, Militärs stürmten das kommunistische Parteibüro in Vallenar und töteten alle Anwesenden, insgesamt 21 Personen.
Mit diesem Vorfall verlor die Regierung Montero viel Vertrauen in der Bevölkerung; die Kritik häufte sich, kräftig angeheizt von militärischen Kreisen um Carlos Ibáñez, die den gestürzten Ex-Diktator wieder in der Moneda, dem chilenischen Präsidentenpalast, sehen wollten und von den Unterstützern des konservativen Alessandri, dem gescheiterten Vorgänger von Ibáñez. Mit diesen konservativen Kräften einher marschierten die Kräfte der Linken, die in Chile eine marxistische Revolution anstrebten.
Verzweifelt kündigte Montero ein klar linksgerichtetes Programm an, das die Konservativen und Liberalen entsetzte. In der Nacht zum 2. Juni 1932 trafen sich in San Bernardo mehrere Offiziere, darunter Luftwaffenoberst Marmaduque Grove, mit verschwörerischer Absicht. Die Regierung erfuhr von diesem Treffen und entließ Grove aus seinem Amt als Leiter der Luftwaffenausbildung Chiles.
Dies führte zum Aufstand von Teilen der Armee, die sich hinter Grove und gegen die Regierung stellten. Da sich der Rest der Streitkräfte bestenfalls neutral verhielt, stand niemand zur Verteidigung der verfassungsmäßigen Regierung bereit; am 4. Juni 1932 wurde Montero von einer Militärjunta unter General Arturo Puga, Oberst Marmaduque Grove, der zum Verteidigungsminister aufstieg, dem Anwalt Eugenio Matte und dem Journalisten und Ex-Diplomaten Carlos Dávila Espinoza abgesetzt.
Montero kehrte nach seiner Absetzung der Politik den Rücken und lehrte wieder Rechtswissenschaft an der Universität. Er starb am 25. Februar 1948 im Alter von 69 Jahren in Santiago.
| Personendaten    | Personendaten                   |
| ---------------- | ------------------------------- |
| NAME             | Montero Rodríguez, Juan Esteban |
| KURZBESCHREIBUNG | chilenischer Politiker          |
| GEBURTSDATUM     | 12. Februar 1879                |
| GEBURTSORT       | Santiago de Chile               |
| STERBEDATUM      | 25. Februar 1948                |
| STERBEORT        | Santiago de Chile               |